# Aït Abbas
Les Aït Abbas ou Béni Abbès (en kabyle : ⴰⵜ ⵄⴰⴱⴰⵙ (Ath Σabbas)) forment une confédération kabyle (Arch) établie sur la rive droite de l'oued Sahel-Soummam dans la Kabylie des Bibans dans le nord de l'Algérie. Ses chefs, de noblesse guerrière, ont été très influents dans toute la région au sud de Béjaïa. Son origine est Kutama de la branche Sedouikich.
Depuis la fondation de Kalâa des Beni Abbès au XVIe siècle et jusqu'au début de la colonisation française, les grands chefs des Aït Abbas seront recrutés parmi les descendants du dernier sultan hafside de Béjaïa, Abou El Abbés Abdelaziz. Le dernier chef est Cheikh El Mokrani, l'un des chefs de l'insurrection de 1871.
Du début du siècle à la guerre d'Algérie, les Aït Abbas ont vu leur règne décliner progressivement sur les plans économiques et artisanales en Kabylie et les hautes terres sétifiennes.

## Organisation
Avant la conquête de la Kabylie, les Aït Abbas se composait de huit groupes de populations comprenant plus de cinquante villages (24 000 individus): Ait-Hamâdouche, Ait Aïssa, Djebaïlia (les gens de la montagne) : une douzaine de villages qui font partie aujourd'hui des communes de Teniet En Nasr (Ouled Rached, Ouled Alloua, Bouraya, Djedida, Ferracha, Bogtone, Sehmda) et Ighil Ali (Tazla, Ilougène, Moka), Tigrîn, Ait-Moussa, Ait-Djema : dont le village de Ighil Ali, Ait-Mohammed-ou-Moussa, Ait-Arzine.
Par décret du 13 mars 1869, la population est agglomérée et divisée en cinq grands villages, qui furent appelés à l'époque "douars-communes" (Tazmalt, Tigrine, Mouqa, Boni, Aït R'zine).

## Descriptions historiques
« Beni-Abbès : la plus puissante des tribus kabyles est établie sur la rive droite de l'Oued-Sahel ou rivière de Bougie (Algérie, dép. de Constantine) sur une surface d'environ 37,000 hect, limitée à l'Est par la plaine de la Medjana. Le pays est fort accidenté et les habitants ont placé leurs cinquante villages soit sur des pitons isolés, soit sur des collines d'un accès difficile c'étaient eux qui surveillaient jadis le fameux passage des Bibans, sur la route d'Alger à Sétif. On sait qu'il fut franchi par les Français en 1839 ; en mai 1847, une expédition ayant été faite par nos troupes dans la vallée de l'Oued-Sahel, les Beni-Abbès cherchèrent à s'y opposer, mais ils virent ruiner sept de leurs villages et furent obligés de se soumettre. Ils ont pris une part considérable à l'insurrection de 1871. Les Beni-Abbès sont réputés les plus industrieux des Kabyles ; ils cultivent un peu de céréales, le figuier, dont ils font sécher les fruits, et beaucoup d'oliviers ; mais leur principale ressource consiste dans la fabrication du savon, le tissage de burnous gris rayés très recherchés, la fabrication des armes à feu, de menus ouvrages en bois sculpté, etc. La propreté des Beni-Abbès contraste avec le manque de soins qui distingue ordinairement les Kabyles. Outre une cinquantaine de villages, les Beni-Abbès ont une véritable ville, leur capitale, la fameuse Kalaa, qui passait pour imprenable et qui montrait avec orgueil des canons pris aux Français, lors de l'expédition de Beaufort en 1664. Khaïr-ed-dine, en 1560, pour les tenir en respect, avait fondé la ville de Zamoura sur la frontière Est de leur territoire. La population des Beni-Abbès était évaluée par Carette, en 1848, à 24,000 individus ; les documents officiels publiés en 1879, ne lui donnent que 12,840 hab. sans compter le douar de Tazmalt. »
— La grande encyclopédie : inventaire raisonné des sciences, des lettres et des arts, Tome 6, "La Grande encyclopédie" (Paris), 1885-1902, p.172